# Leporinus striatus
O canivete (Leporinus striatus) é uma espécie de peixe teleósteo caraciforme da família dos anostomídeos. Tais animais podem ser encontrados tanto em rios brasileiros quanto nos do Equador e da Bolívia, chegando a medir até 10 cm de comprimento. Também são conhecidos pelos nomes populares de piau, tanchina e tiririca.